# Tess Johnson
Tess Johnson (* 19. Juni 2000) ist eine US-amerikanische Freestyle-Skierin. Sie startet in den Buckelpisten-Disziplinen Moguls und Dual Moguls.

## Werdegang
Johnson nahm in der Saison 2014/15 und 2015/16 am Nor-Am Cup teil. Dabei gewann sie zwei Rennen und belegte in der Saison 2015/16 den dritten Platz in der Moguls-Disziplinenwertung und den ersten Rang in der Gesamtwertung. Bei den Juniorenweltmeisterschaften 2015 in Chiesa in Valmalenco wurde sie Siebte im Dual Moguls und Fünfte im Moguls. Ihr Debüt im Weltcup hatte sie im Februar 2016 in Deer Valley, das sie auf dem 22. Platz beendete. Bei den Juniorenweltmeisterschaften 2016 in Åre gewann sie die Silbermedaille im Moguls-Wettbewerb. Im Dual Moguls errang sie dort den neunten Platz. In der Saison 2016/17 kam sie zweimal unter die ersten Zehn und errang damit den 13. Platz im Moguls-Weltcup. In der folgenden Saison erreichte sie den 24. Platz im Gesamtweltcup und den siebten Rang im Moguls-Weltcup. Dabei errang sie sechs Top-Zehn-Platzierungen und holte im Dual Moguls in Tazawako ihren ersten Weltcupsieg. Bei den Olympischen Winterspielen 2018 in Pyeongchang belegte sie den 12. Platz im Moguls. Im März 2018 wurde sie in Waterville Valley US-amerikanische Meisterin im Dual Moguls.
In der Saison 2018/19 kam Johnson bei neun Weltcupstarts, achtmal unter die ersten Zehn, darunter Platz drei im Moguls in Lake Placid und erreichte damit den fünften Platz im Moguls-Weltcup. Beim Saisonhöhepunkt, den Weltmeisterschaften 2019 in Park City, gewann sie die Bronzemedaille im Dual Moguls. In der folgenden Saison wurde sie mit sechs Top-Zehn-Platzierungen, Zehnte im Moguls-Weltcup.

## Erfolge

### Olympische Spiele
- Pyeongchang 2018: 12. Moguls

### Weltmeisterschaften
- Park City 2019: 3. Dual Moguls, 12. Moguls

### Weltcupsiege
Johnson errang im Weltcup bisher drei Podestplätze, darunter 1 Sieg:
| Datum        | Ort      | Land  | Disziplin   |
| ------------ | -------- | ----- | ----------- |
| 4. März 2018 | Tazawako | Japan | Dual Moguls |

### Weltcupwertungen
| Saison  | Gesamt | Gesamt | Moguls | Moguls |
| Saison  | Platz  | Punkte | Platz  | Punkte |
| ------- | ------ | ------ | ------ | ------ |
| 2015/16 | 184.   | 1,13   | 41.    | 9      |
| 2016/17 | 62.    | 20,00  | 13.    | 220    |
| 2017/18 | 24.    | 36,10  | 7.     | 361    |
| 2018/19 | 24.    | 38,70  | 5.     | 349    |
| 2019/20 | 40.    | 27,40  | 10.    | 274    |

### Nor-Am Cup
- Saison 2015/16: 1. Platz Moguls-Disziplinenwertung, 3. Platz Gesamtwertung
- 7 Podestplätze, davon 2 Siege

### Juniorenweltmeisterschaften
- Åre 2016: 2. Moguls

### Weitere Erfolge
- 1 US-amerikanischer Meistertitel (Dual Moguls 2018)